# 落合小夜里
落合小夜里（日语：／ Ochiai Sayori），日本漫畫家。性別未公開。

## 來歷、人物
落合小夜里從小就喜歡漫畫，最喜歡的漫畫是《七龍珠》。在看到雜誌的漫畫獎投稿頁面後，他決定要成為一名漫畫家，並在小學3年級時開始在筆記本上畫漫畫。他向各種雜誌投稿，並在2008年3月號的《Ultra Jump》（集英社）上刊登了《銀狐》的短篇版本，從而首次亮相。之後《銀狐》在該雜誌2008年6月號上一次性發表，並於2009年6月號正式連載，2013年被製作成電視動畫。
他受訪時表示，鳥山明是對他影響最大的漫畫家，並表示如果沒有他，他永遠不會立志成為漫畫家。他也表示，畫風和故事的風格深受吉卜力工作室的影響。

## 作品列表

### 連載漫畫
- 銀狐（《Ultra Jump》2008年3月號、6月號、2009年6月號—2022年11月特大號，集英社，全18冊）
- （《Morning》2015年32號—2016年47號，原案協力：HY's，講談社，全6冊）[注 1]

### 挿絵
- （〈JUMP j BOOKS（日语：ジャンプ ジェイ ブックス）〉，著：音七畔，2014年8月20日發行，集英社，全1冊）

## 腳註

## 外部連結
- 落合小夜里的X（前Twitter） （日語）
- OCHAWEB，存于 （日語）—落合小夜里的官方個人網站。